# 匈牙利和波蘭聯盟
匈牙利王國和波蘭王國的共主邦聯曾經成立過兩次，第一次是在拉約什一世統治時期的1370年至1382年，第二次是在瓦迪斯瓦夫三世·雅盖隆契克統治時期的1440年至1444年。